# Drvenik (Zlarin)
Drvenik je nenaseljeni otočić u hrvatskom dijelu Jadranskog mora.
Njegova površina iznosi 0,309 km². Dužina obalne crte iznosi 2,43 km.